# Manabí (provincie)
Manabí je ekvádorská provincie nacházející se v západní části země při pobřeží Tichého oceánu. Jejím hlavním městem je Portoviejo. Provincie tvoří 7,2 % rozlohy Ekvádoru. Podle sčítání lidu v roce 2010 zde žilo 1 369 780 lidí.

## Kantony
Provincie je rozdělena do 22 kantonů. Následující tabulka uvádí u každého kantonu počet obyvatel ze sčítání lidu v roce 2001, jeho rozlohu v km2 a název sídla či hlavního města kantonu.
| Kanton               | Počet obyv. (2001) | Rozloha (km²) | Sídlo/Hlavní město |
| -------------------- | ------------------ | ------------- | ------------------ |
| Bolívar              | 35,627             | 537           | Calceta            |
| Chone                | 117,634            | 3,017         | Chone              |
| El Carmen            | 69,998             | 1,732         | El Carmen          |
| Flavio Alfaro        | 25,390             | 1,343         | Flavio Alfaro      |
| Jama                 | 20,230             | 575           | Jama               |
| Jaramijó             | 11,967             | 97            | Jaramijó           |
| Jipijapa             | 65,796             | 1,401         | Jipijapa           |
| Junín                | 18,491             | 246           | Junín              |
| Manta                | 192,322            | 309           | Manta              |
| Montecristi          | 43,400             | 734           | Montecristi        |
| Olmedo               | 9,243              | 253           | Olmedo             |
| Paján                | 35,952             | 1,079         | Paján]             |
| Pedernales           | 46,876             | 1,932         | Pedernales         |
| Pichincha            | 29,945             | 1,067         | Pichincha          |
| Portoviejo           | 303,682            | 955           | Portoviejo         |
| Puerto López         | 16,626             | 420           | Puerto López       |
| Rocafuerte           | 29,321             | 280           | Rocafuerte         |
| San Vicente          | 19,116             | 718           | San Vicente        |
| Santa Ana            | 45,287             | 1,022         | Santa Ana          |
| Sucre                | 52,158             | 764           | Bahía de Caráquez  |
| Tosagua              | 33,922             | 377           | Tosagua            |
| Veinticuatro de Mayo | 28,294             | 524           | Sucre              |

## Demografie

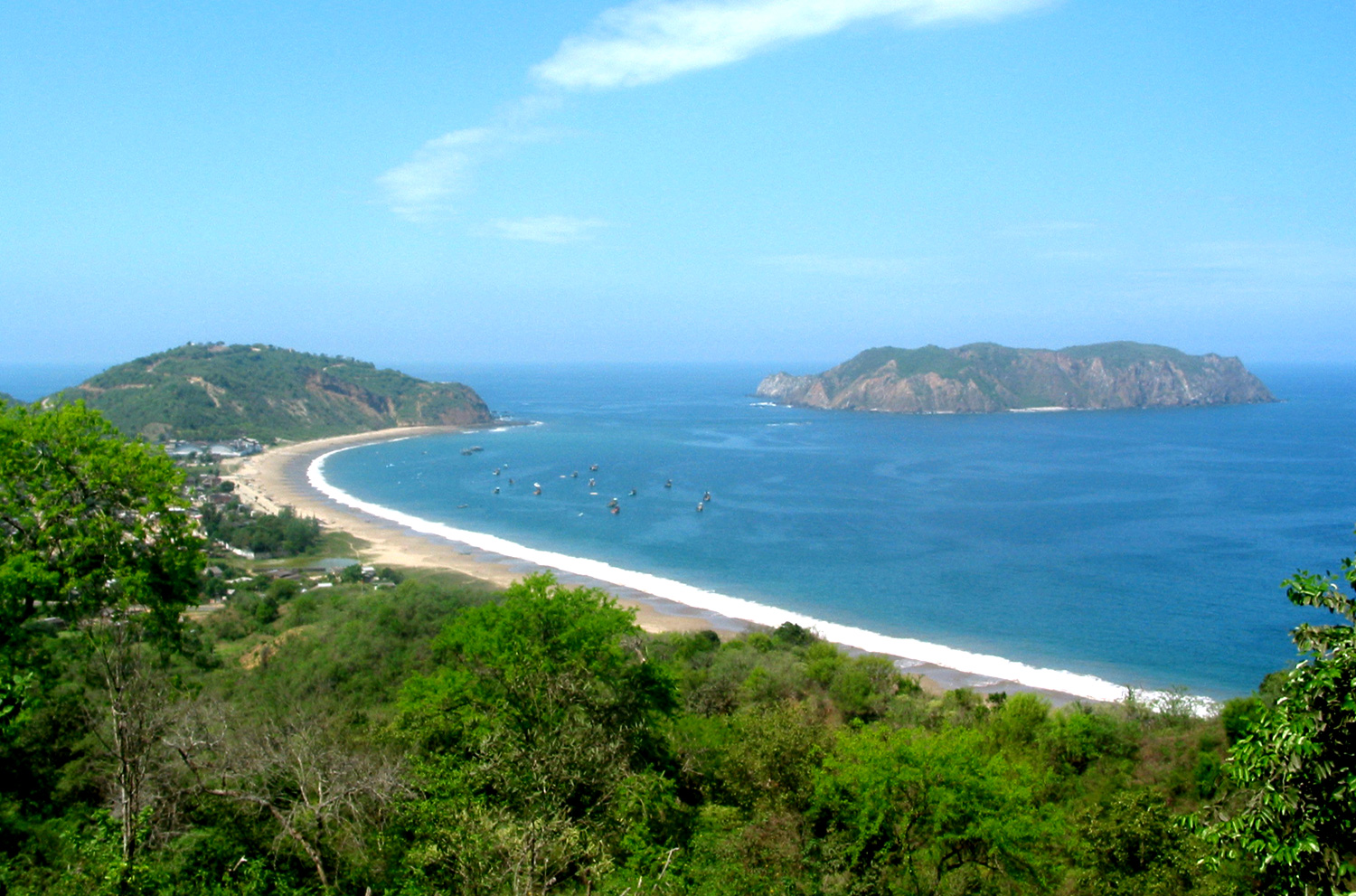
Comuna Salango

Etnické skupiny podle Ekvádorského sčítání lidu z roku 2010:
- Mestic 66.7%
- Montubio 19.2%
- Afro-Ekvádorská 6.0%
- Bílá 7.7%
- Původní obyvatelé 0.2%
- Další 0.3%

## Zemětřesení
V roce 2016 tuto oblast zasáhlo silné zemětřesení o síle 7,8 stupně momentové škály, při němž zahynulo přibližně 670 lidí a napáchalo značné materiální škody.